# 7. Sinfonie (Haydn)
Die Sinfonie C-Dur Hoboken-Verzeichnis I:7 komponierte Joseph Haydn im Jahr 1761 während seiner Anstellung als Vize-Kapellmeister beim Fürsten Paul II. Anton Esterházy de Galantha. Sie trägt den Beinamen „Le midi“ (Der Mittag).

## Allgemeines

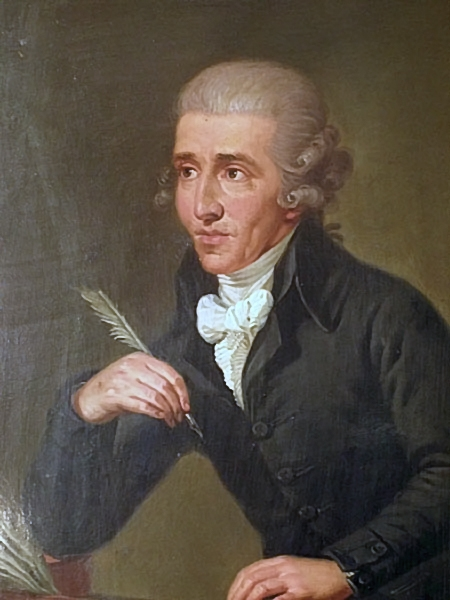
Joseph Haydn (Gemälde von Ludwig Guttenbrunn, um 1770)

Joseph Haydn schrieb die Sinfonie Nr. 7 C-Dur „Le midi“ (Der Mittag) im Jahr 1761, wahrscheinlich zusammen mit den Sinfonien Nr. 6 „Le matin“ (Der Morgen) und Nr. 8 „Le soir“ (Der Abend). Es ist der einzige zusammenhängende Zyklus innerhalb seiner Sinfonien; er wurde als „Die Tageszeiten“ bekannt. Mehr zur Entstehungsgeschichte und zur Form dieser Sinfonien siehe bei der Sinfonie Nr. 6.
Haydn hat das Autograph der Sinfonie überschrieben mit Le Midi. In Nomine Domini. Giuseppe Haydn 761., damit weist das Werk als einzige der „Tageszeitensinfonien“ einen Titel und eine Jahreszahl (1761) auf.
Bezüglich der Struktur sind die Sätze der Sinfonie Nr. 7 nicht klar in ein Schema einzuordnen. Die Themen bzw. Motive werden kaum verarbeitet. Es sind also Zwischenformen auf dem Weg von der alten Suite zu neuen Formen wie der Sonatensatzform, von der hilfsweise im Folgenden teilweise Begriffe benutzt werden. – Die folgende Beschreibung und Gliederung ist als Vorschlag zu verstehen. Je nach Standpunkt sind auch andere Abgrenzungen und Deutungen möglich.

## Zur Musik
Besetzung: zwei Querflöten, zwei Oboen, Fagott, zwei Hörner, zwei Solo-Violinen, zwei Violinen Ripieno, Viola, Cello Solo, Cello Ripieno, Kontrabass. Im Autograph von Le midi erscheint mehrmals die Angabe „basso continuo“, was nach der Aufführungspraxis der Zeit ziemlich eindeutig auf ein Cembalo-Continuo hindeutet (und auch ohne diese Angabe um 1760 ganz normal war). Trotzdem gibt es über die Beteiligung eines Cembalos in Haydns Sinfonien (allgemein) unterschiedliche Auffassungen. Die „volle“ Besetzung tritt nur im fünften Satz auf.
Aufführungszeit: ca. 22–27 Minuten (je nach Einhalten der vorgeschriebenen Wiederholungen)

### Erster Satz: Adagio – Allegro
Adagio: C-Dur, 4/4-Takt, Takt 1–10
Das festlich-feierliche Adagio zeichnet sich durch seine punktierten Rhythmen und eine im Unisono geführte Bewegung aus. Dazu tritt in Takt 7/8 eine aufsteigende Oboenlinie. Die Einleitung erinnert an eine gravitätische französische Ouverture.
Allegro: C-Dur, 3/4-Takt, Takt 11–149
Der Satz beginnt im Stil der Ouvertüre zu einer Neapolitanischen Oper mit der im Tremolo geführten, energischen Unisono-Melodielinie (Violinen: Sechzehntel, übrige Streicher und Fagott: Achtel), die Intervallsprünge bis zur Oktave aufweist. Das sechstaktige Thema wird variiert wiederholt, wobei die 1. Violine gegenstimmenartige Läufe spielt. Nun schließen sich weitere Abschnitte an, für die jeweils ein Motiv prägend ist: Die Passage ab Takt 24 ist durch das erstmalige Auftreten der beiden Solo-Violinen und des Solo-Cellos (mit parallel geführtem Fagott) bestimmt (Motiv 2), gefolgt vom Oboenmotiv 3, das die Dominante G-Dur etabliert, dem Tonwiederholungs-Motiv 4 und dem Schlussmotiv des ersten Satzteils (Motiv 5) mit durchlaufender Sechzehntelbewegung.
Der Mittelteil beginnt mit dem neuen Triller-Motiv 6 im Piano, das nach einem Forte-Einschub mit rasanten Unisono-Läufen aufwärts als Variante wiederholt wird. Ab Takt 76 schließt dann wieder eine virtuose Passage für beide Soloviolinen (abwechselnd) an, die nach dem Fortissimo-Ausbruch in Takt 83/84 auf E-Dur-Akkorden endet. Nun beginnt im unerwarteten C-Dur wiederum ein neuer, kadenzartiger Abschnitt, der ab Takt 91 mit einer Motiv 2 ähnlichen, chromatischen Figur sowie virtuosen Läufen der 1. Solovioline in eine Piano-Scheinreprise in E-Dur übergeht. Die eigentliche Reprise setzt dann unvermittelt in Takt 105 im gewohnten C-Dur ein. Bevor der Soloabschnitt für Violinen und Cello analog Takt 26 (Motiv 2) auftritt, ist jedoch das weitere Piano-Motiv 7 mit abgesetzter Achtelbewegung in c-Moll eingeschaltet (Takt 111–117). Der Rest der Reprise entspricht dem Ablauf der Exposition. Exposition sowie Mittelteil und Reprise werden jeweils wiederholt.
Als mögliche Gliederung kann man sich den Satz also aus mehreren Abschnitten zusammengesetzt denken, die jeweils durch Motive bzw. Instrumentengruppen geprägt sind.

### Zweiter Satz: Recitativo. Adagio
Beginn: c-Moll, Ende: h-Moll; 4/4-Takt, 29 Takte
Der Satz erinnert mit seinen abrupten Stimmungsumschwüngen und dem ungewöhnlichen tonalen Fortschreiten von c-Moll über g-Moll nach h-Moll an ein dramatisches „Accompagnato-Rezitativ“ der Oper. Haydn beginnt den Satz piano mit gebrochenen Akkorden in c-Moll, As-Dur und Es-Dur der 1. Violine und flüsternden, gleichmäßig durchlaufenden Begleitfiguren der 2. Violine. Die übrige Begleitung ist äußerst spärlich gehalten. Nach einem D-Dur-Septnonakkord im Forte beginnt die 1. Solovioline ab Takt 6 mit ihrem „sprechenden“ Vortrag, in den Tutti-Abschnitte eingeschaltet sind. Dabei findet auch ein Wechsel von Adagio zu Allegro und wieder zurück statt.
In den „Biographischen Nachrichten“ berichtet der Landschaftsmaler Albert Christoph Dies von seinem Besuch bei Haydn am 27. Mai 1806:

„Schon seit langer Zeit hatte ich mir vorgesetzt, Haydn zu fragen, inwiefern die Behauptung (die ich mehrmals gehört und auch gelesen hatte) wahr sei, dass er in seinen Instrumentierungen irgendeine selbstbeliebige wörtliche Aufgabe zu bearbeiten suchte? (...) „Selten“, antwortete Haydn. „Ich ließ gewöhnlich in der Instrumentalmusik meiner bloß musikalischen Phantasie ganz freien Lauf. Nur eine Ausnahme fällt mir jetzt bei, wo ich in dem Adagio einer Symphonie eine Unterredung zwischen Gott und einem leichtsinnigen Sünder zum Thema wählte.“ – Bei einer späteren Gelegenheit fiel die Rede wieder auf dieses Adagio und Haydn sagte, er habe die Gottheit immer durch die Liebe und Güte ausgedrückt. Ich ersuchte Haydn, mir das Thema des Adagio zu bestimmen, weil es für die meisten Leser Interesse haben müsste. Er erinnerte sich aber nicht mehr, in welcher Symphonie es sich befinde.“

Ernst Praetorius ordnet den vorliegenden Satz in diesen Zusammenhang ein, Howard Chandler Robbins Landon dagegen das Adagio aus der Sinfonie Nr. 22.

### Dritter Satz: Adagio
G-Dur, 4/4-Takt, 53 Takte
Das zweite Adagio, eine weich gelöste Arie im Gegensatz zum dramatischen Rezitativ des vorigen Adagios, bildet zusammen mit dem vorhergehenden eine „Szene“ (etwa wie Rezitativ und Arie der Oper). Besetzung (erstmals treten die Flöten auf) und Charakter des Satzes greifen den in der Barockmusik beliebten Typus pastoraler Kulissen auf.
Der Satz ist so aufgebaut, dass zwischen einigen Hauptmotiven variable, virtuose Abschnitte für die Solo-Violine und das Solo-Cello geschaltet sind, bei denen die Musiker – wie damals üblich – auch einen gewissen Spielraum zur Improvisation hatten. Als Hauptmotive kann man abgrenzen:
- Takt 1: Dialog von fließender Bewegung der Violinen und der Flöten (Tonika G-Dur), lang ausgehaltenes D der 1. Solovioline führt in den ersten solistischen Abschnitt ab Takt 3,
- Takt 11/12: Motiv mit Tonwiederholung, das durch die Instrumente läuft (Dominante D-Dur),
- Takt 14–16: Schlussmotiv mit Unisono-Figur der Violinen und der Flöten, beendet den ersten Abschnitt des Satzes in D-Dur.

Ab Takt 17 folgt der zweite Abschnitt, der eine Variante des ersten darstellt, wobei insbesondere die zwischen den Hauptmotiven liegenden Solopassagen abweichen. Bemerkenswert ist die ungewöhnlich lange, große gemeinsame Solokadenz für Solo-Violine und Cello (Takt 36–51). Dabei tritt – wie im vorangehenden Satz – ein Tempowechsel von Adagio zum Allegro und zurück auf.

### Vierter Satz: Menuetto
C-Dur, 3/4-Takt, mit Trio 54 Takte
Das Menuett ist eines vom Typ des alten Stils, gravitätisch und würdevoll. Es beginnt volltaktig mit Oktavschritt aufwärts, punktiertem Rhythmus, Triller sowie aufsteigender Dreiklangsfanfare. Der höfische Charakter wird ab Takt 9 von einer „galanteren“ Piano-Figur mit tupfenden Achteln unterbrochen. Im ersten Teil des Menuetts und zu Beginn des zweiten Teils vom Trio hat das Horn kurze solistische Motive. Wie in den anderen beiden Sinfonien des Zyklus wird das Trio vom Einsatz eines Solokontrabasses (bzw. Violone) geprägt.

### Fünfter Satz: Allegro
C-Dur, 2/4-Takt, 131 Takte
Ähnlich wie im ersten Satz, kann man sich auch das Allegro aus mehreren Abschnitten zusammengesetzt denken, die jeweils durch Motive bzw. Instrumentengruppen geprägt sind. Das Anfangsmotiv wird von beiden Soloviolinen parallel gespielt. Es basiert auf einem gebrochenen C-Dur-Dreiklang abwärts mit Triller, der von einem Takt Forte-Tutti im Unisono beantwortet wird. Bis Takt 10 findet ein kurzer „Dialog“ zwischen Soloinstrumenten und Tutti statt. Die Flöte greift anschließend die Sechzehntel-Figur vom vorigen Tutti auf und spinnt sie als Solopassage fort, imitiert ab Takt 15 vom Forte-Tutti. Daraufhin folgt wieder eine Piano-Passage für die Flöte, ebenfalls mit (aus dem vorigen Motiv abgeleiteten) virtuosen Läufen über eine Oktave, in die ab Takt 26 beide Soloviolinen einstimmen. Nach der Generalpause mit Fermate in Takt 37 setzt die 1. Solovioline im Piano mit einer Vorschlags-Floskel ein, die abrupt in Laufbewegung im Forte-Unisono übergeht. Der erste Hauptabschnitt des Satzes (Exposition) endet in Takt 52 und wird wiederholt.
Im Verhältnis zum ersten Satz ähnelt der folgende Abschnitt (Takt 53–84) insofern mehr einer Durchführung, als Motive der Exposition aufgegriffen und „verarbeitet“ werden: Das „Anfangsmotiv“, die Läufe über eine Oktave sowie die Vorschlags-Floskel. Dabei wechselt Haydn u. a. nach A-Dur (Takt 63 ff.) und bringt hier sogar noch ein kleines neues Motiv in den Oboen. Die Reprise (Takt 85 ff.) ist ähnlich der Exposition strukturiert; als Coda erscheint nochmals das Anfangsmotiv im Unisono. Durchführung und Reprise werden wiederholt.